# Гранулоцитарно-макрофагальный колониестимулирующий фактор
Гранулоцитарно-макрофагальный колониестимулирующий фактор (ГМ-КСФ, англ. colony stimulating factor 2 (granulocyte-macrophage), GM-CSF) — полипептидный цитокин, относится к группе гранулоцитарно-макрофагальных колониестимулирующих факторов вместе с интерлейкином 3 и интерлейкином 5.

## Структура и функция
Зрелая форма GM-CSF состоит из 127 аминокислот с двумя участками гликозилирования. Стимулирует рост и дифференцировку гематопоэтических клеток таких линий, как гранулоциты и макрофаги. В комбинации с эритропоэтином (EPO) участвует в дифференцировке эритроцитов.
В ответ на медиаторы воспаления (IL-1, IL-6, TNF-α  или  LPS) GM-CSF экспрессируется множеством различных типов клеток, например, макрофагами, эозино- и нейтрофилами,  клетками Панета, кератиноцитами, остеобластами и многими другими. Экспрессия GM-CSF может быть ингибирована IL-10, IFNγ и IL-4. Моноциты и ДК, обработанные GM-CSF, демонстрируют высокий уровень экспрессии молекул MHC-II, CD80, CD86 и  CD40, что приводит к усилению противомикробного ответа. 
Сигналы GM-CSF транслируются через передатчик сигнала и активатор транскрипции STAT5 при помощи Янус-киназы 2 (JAK2). 
GM-CSF также играет в эмбриональном развитии роль эмбриокина, синтезирующегося в родовых путях.

## Синтез
Фактор образуется при стимуляции особой популяции B-клеток, IRA-B (активаторные B-клетки врождённого иммунитета).  

## Рецептор GM-CSF
Рецептор GM-CSF (GM-CSFR) – это мембранный белок-гетеродимер, образованный α-субъединицей (GM-CSFRα или  CD116;  60-80 kDa) и  β-субъединицей (GM-CSFRβс  или  CD131;  120-140 kDa), которая представляет  собой  часть  комплекса  рецепторов  IL-3  и  IL-5. При этом α-субъединица содержит участок связывания GM-CSF, а β-субъединица осуществляет преобразование сигнала.

## Генетика
У человека ген GM-CSF расположен в группе связанных генов в хромосомном участке 5q31, частичные делеции которого связаны с  5q-синдромом и острым миелоидным лейкозом. Гены этой группы кодируют также интерлейкины 4, 5 и 13.

## Клиническое значение
Установлено, что GM-CSF активирует Тh1-зависимый иммунный ответ, ангиогенез, развитие аутоиммунных заболеваний и аллергического воспаления. GM-CSF применяется с целью уменьшения выраженности нейтропении (после противоопухолевой химиотерапии) и лейкопении (в случаях недостаточности  костномозгового  кроветворения), инфекционных  заболеваний (включая  ВИЧ-инфекцию), после аутологичной или сингенной трансплантации костного мозга. Лекарственная форма GM-CSF существует в двух видах: молграмостим и сарграмостим. Сарграмостим — рекомбинантный полипептид ГМ-КСФ, получаемый с помощью дрожжей. В настоящее время производится под торговой маркой Leukine фирмой Bayer HealthCare Pharmaceuticals, частью Schering. Показания: трансплантация костного мозга у больных с болезнью Ходжкина, неходжкинскими лимфомами и острой лимфобластической лейкемией, а также при грибковых инфекциях и для ускорения восстановления лейкоцитов после химиотерапии.